# Лютомерськ (гміна)
Гміна Лютомерськ (пол. Gmina Lutomiersk) — місько-сільська гміна у центральній Польщі. Належить до Паб'яницького повіту Лодзинського воєводства.
Станом на 31 грудня 2011 у гміні проживало 7749 осіб.

## Площа
Згідно з даними за 2007 рік площа гміни становила 133.87 км², у тому числі:
- орні землі: 71.00%
- ліси: 22.00%

Таким чином, площа гміни становить 27.28% площі повіту.

## Населення
Станом на 31 грудня 2011:
| Опис     | Загалом | Загалом | Чоловіки | Чоловіки | Жінки | Жінки |
| -------- | ------- | ------- | -------- | -------- | ----- | ----- |
| одиниця  | осіб    | %       | осіб     | %        | осіб  | %     |
| все      | 7749    | 100     | 3818     | 49.27    | 3931  | 50.73 |
| міське   | 0       | 100     | 0        |          | 0     |       |
| сільське | 7749    | 100     | 3818     | 49.27    | 3931  | 50.73 |

## Сусідні гміни
Гміна Лютомерськ межує з такими гмінами: Александрув-Лодзький, Водзеради, Далікув, Константинув-Лодзький, Ласьк, Паб'яніце, Поддембіце.